# スティーヴン・ブラムバーグ
スティーヴン・キャリー・ブラムバーグ（Stephen Carrie Blumberg、1948年 - ）は、アメリカ合衆国ミネソタ州セントポールに住む、重度のビブリオマニアとして知られる人物である。1990年、530万米ドル（2021年の物価換算で1100万ドル）相当の23,600冊の本を盗んだとして逮捕され、「本の山賊」(Book Bandit)と呼ばれるようになった。本の盜難事件の被害額としてはアメリカ史上最高額である。

## 若年期
ブラムバーグは、年間7万2千ドルの家族信託を受けて生活していた。
幼少期、セントポールの通学路のそばにあった、美しいが荒れ果てたビクトリアンハウスに興味を持ち、そこにある古いものを集めたいという衝動に駆られた。ブラムバーグは、取り壊されることになっていた古い家から、ドアノブやステンドグラスの窓を取り外して集め始めた。ヴィクトリアン様式の建築への興味から、ミネソタ大学の図書館の稀覯本の書庫へ行ったブラムバーグは、そこにあった本を盜み出した。当初は興味のある本を盜んでいたが、次第に本を集めること自体が目的となっていった。

## 逮捕と裁判
1990年3月20日午前2時、ブラムバーグは窃盗の容疑で逮捕された。ブラムバーグは、アメリカの45の州とワシントンD.C.、カナダの2つの州にある268以上の大学や博物館から、23,600冊以上の書籍を盗んでいた。被害総額は当初2千万ドルと言われていたが、後に530万ドルに訂正された。いずれにしても、本の盜難事件の被害額としてはアメリカ史上最高額であった。大学・研究図書館協会の稀覯本・写本部門と、図書館のセキュリティの専門家であるウィリアム・アンドリュー・モフェットがFBIによる捜査に協力した。ブラムバーグの逮捕は、司法省による5万6千ドルの懸賞金にブラムバーグの友人のケネス・J・ローズが応じた結果だった。ブラムバーグとローズは1970年代からの友人であり、ローズはブラムバーグによる本を盗むための旅にも同行したことがあった。ブラムバーグが盗んだ本で構築された蔵書は「ブラムバーグ・コレクション」（ブラムバーグ文庫）と呼ばれるようになった。
裁判では、メニンガー・クリニックの精神医学部門長のウィリアム・S・ローガンが弁護側の証人となり、ブラムバーグが精神疾患の治療を受けていたと証言した。ブラムバーグは思春期に何度も精神科に入院し、12人の医師から統合失調症、妄想症、偏執病、強迫症などの様々な診断を受けていた。ローガンはまた、ブラムバーグの家族にも精神疾患の罹患歴があることを明らかにした。ローガンは、ブラムバーグは、破壊されると彼が思い込んだ場所から資料を救い出し、また、政府が貴重な本にアクセスできないようにしていると思い込み、それを阻止するために活動しているつもりだったと述べた。このような弁護側の主張にかかわらず、ブラムバーグは1991年に懲役71か月、罰金20万ドルの有罪判決を受けた。4年後の1995年12月29日に出所したが、その後は再び本の窃盗と収集を再開した。
ブラムバーグの逮捕後、FBIの書庫でブラムバーグと面会したデューク大学図書館のジョン・L・シャープは、そのときのことについて次のように語った。
私が感じたことは……我々は図書館において、誰かの元に本を持って行くときに、信頼関係の元に運営しなければならないということです。このことが不幸なことであると思います。この男は、開かれた機関において情報収集のために不可欠な有用なものの価値を低下させることを選んだのです。そして、情報をできるだけ自由かつ気兼ねなく利用できるようにしようという我々の努力を裏切ったのだと私は思います。この男がそのようなアクセス手段を駆使していたのだと考えると、私は本当に腹が立ちます(511)。
1997年、ブラムバーグは再び窃盗の罪で有罪判決を受けた。2003年7月にもアイオワ州キーオカクの家屋への強盜容疑で逮捕され、2004年初頭に有罪判決を受けた。その保護観察期間中の同年6月にイリノイ州ノックスヴィルでの強盗事件で再び逮捕された。

## 蔵書
ブラムバーグが盗んだ本の中には、ハリエット・ビーチャー・ストウの『アンクルトムの小屋』の初版本、コネチカット州で初めて出版された本である"A Confession of Faith"（信仰告白）、"Webfoot Diary"などのオレゴン州の歴史資料25箱分、16世紀に出版された主教訳聖書などの貴重な本が含まれている。ブラムバーグは、1493年に出版された『ニュルンベルク年代記』など100点のインキュナブラを3年間で集めたと主張している。また、1945年に作られた80冊の稀覯本の一覧「ザモラーノ80」に掲載された本の完全収集にも挑戦しようとしていたという。